# San Vito Lo Capo

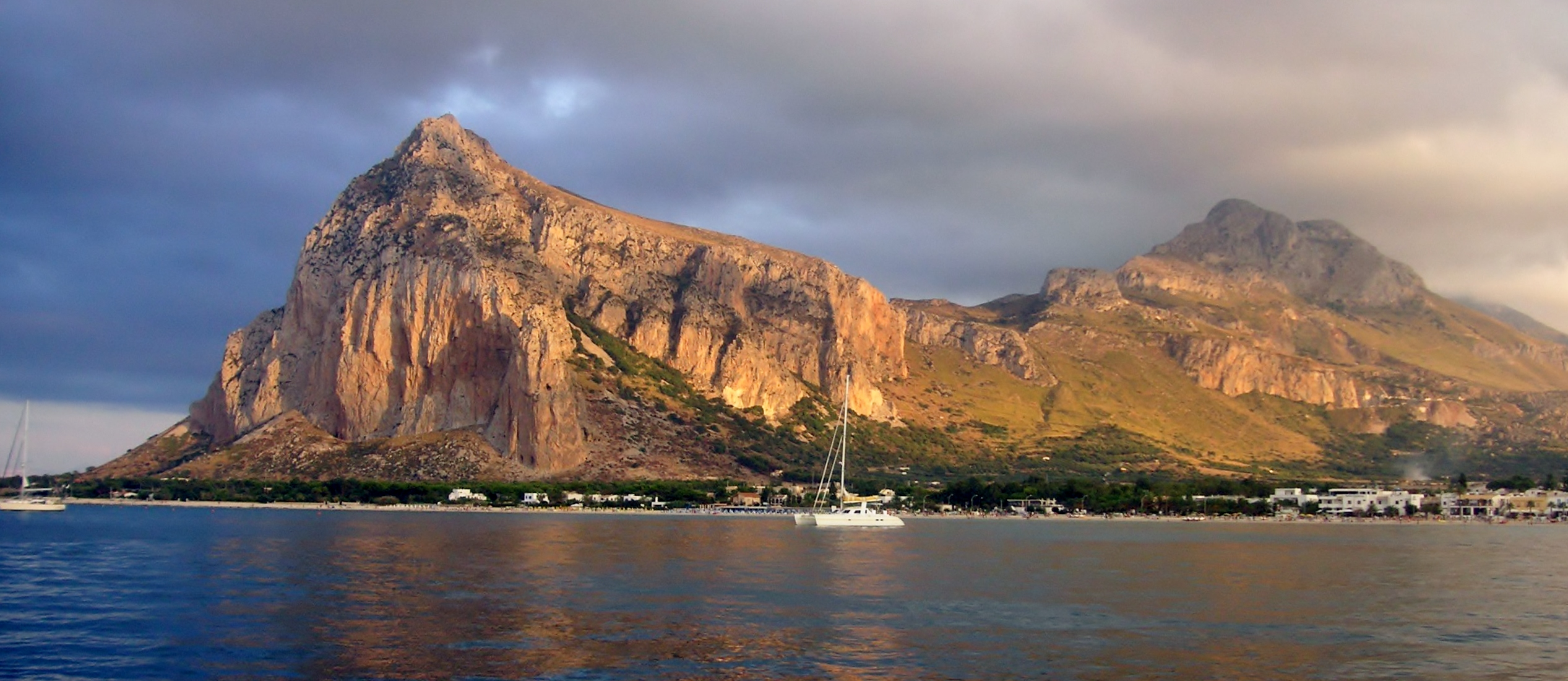
San Vito Lo Capo

San Vito Lo Capo ist eine Gemeinde im Freien Gemeindekonsortium Trapani in der Region Sizilien in Italien mit 4804 Einwohnern (Stand 31. Dezember 2023).

## Lage und Daten
Die Einwohner leben auf einer Fläche von 59 km². Die Gemeinde liegt 36 km nordöstlich von Trapani am Capo San Vito, der westlichen Spitze des Golfs von Castellammare. Die Einwohner leben vom Tourismus, vom Fischfang oder der Verarbeitung von Marmor. Bis in das 17. Jahrhundert war der Ort Sitz einer Tonnara (Thunfischfangplatz). Ortsteile (Fraktionen) sind Macari und Castelluzzo. 
Die Nachbargemeinden sind: Castellammare del Golfo und Custonaci.

## Geschichte
Der Name des Ortes leitet sich vom Märtyrer San Vito ab. Das heutige Heiligtum (ital. Santuario) hat im Laufe der Jahrhunderte einige Umbauten durchlaufen. Der erste Bau aus dem 14. Jahrhundert war eine kleine Kapelle. Um den zahlreichen Pilgern Schutz zu bieten, wurde sie ab Ende des 15. Jahrhunderts zu einer Festung ausgebaut. Mittlerweile ist das Kastell eine Kirche. Die Gemeinde wurde 1952 unabhängig und ist heute ein beliebter Badeort.

## Sehenswürdigkeiten
- Kastell Santuario Fortezza San Vito Martire
- Riserva Naturale dello Zingaro, ein Naturschutzgebiet, welches auch vom Wasser aus besichtigt werden kann

## Bilder

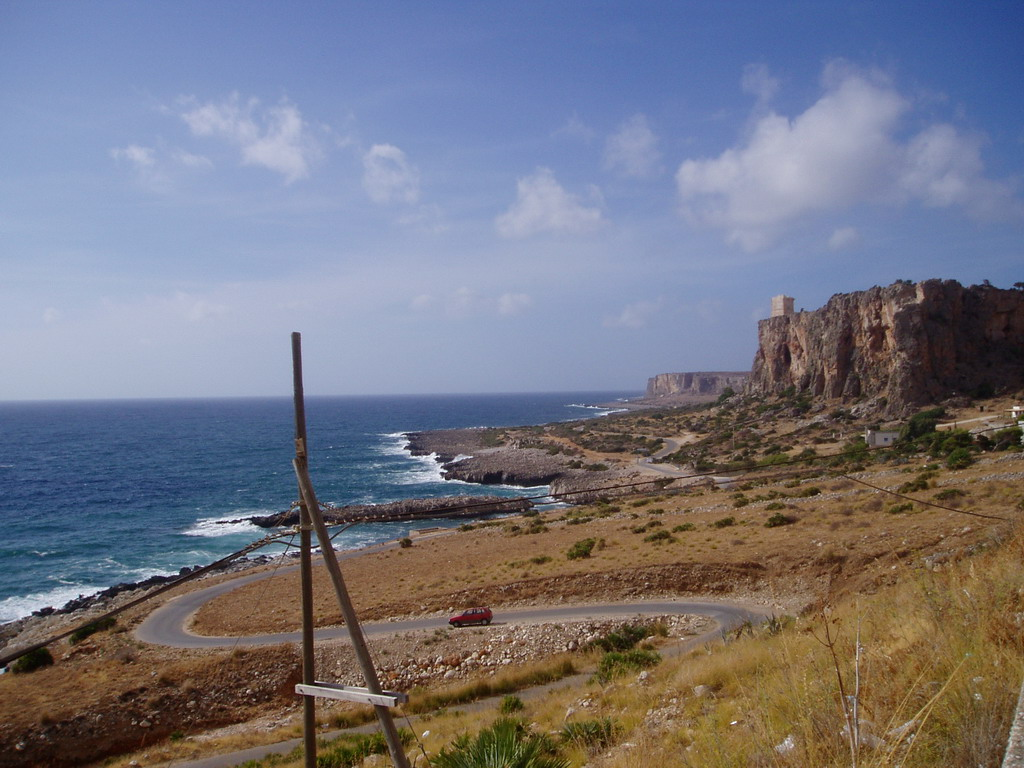
San Vito Lo Capo
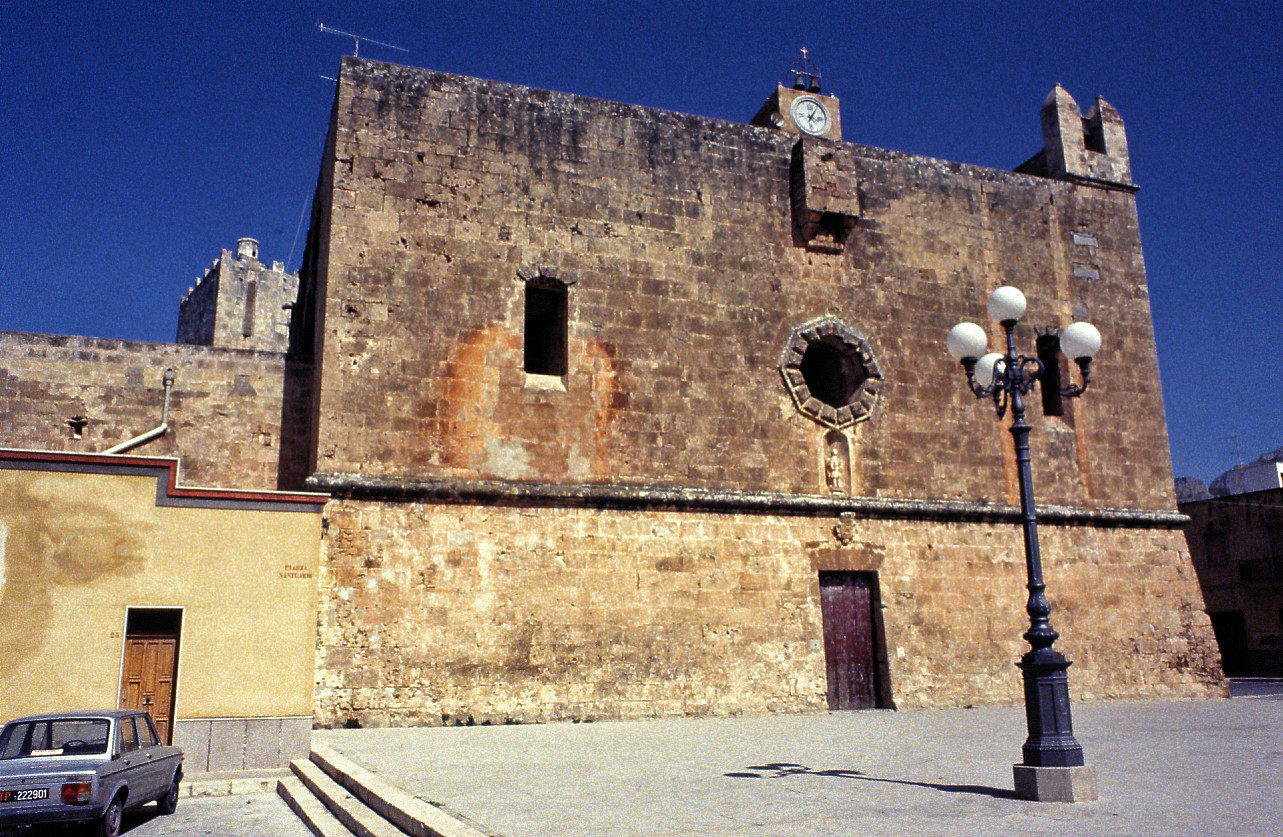
Santuario
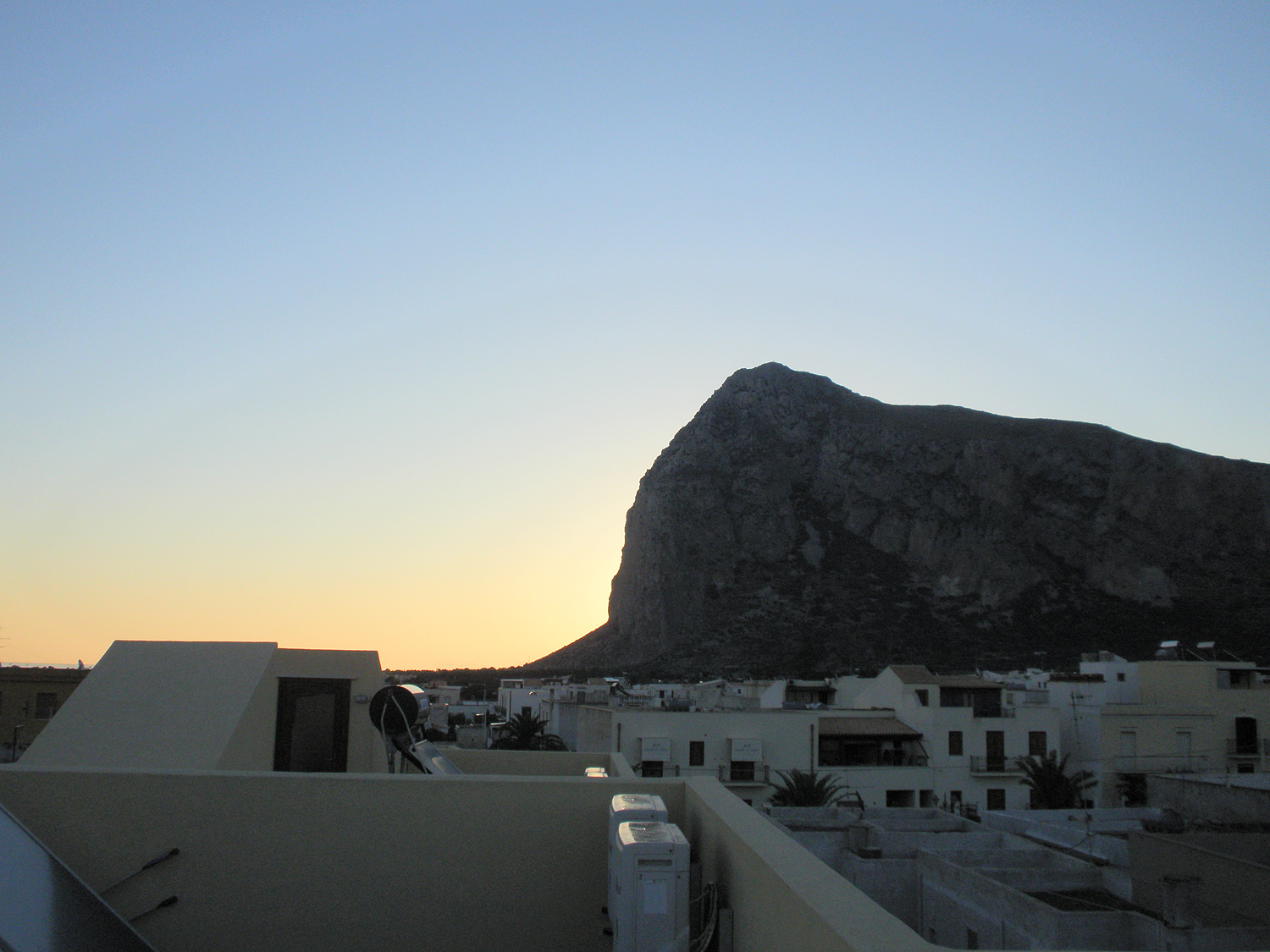
San Vito Lo Capo, Sonnenaufgang